# Ardisia perreticulata
Ardisia perreticulata är en viveväxtart som beskrevs av Chieh Chen. Ardisia perreticulata ingår i släktet Ardisia och familjen viveväxter. Inga underarter finns listade i Catalogue of Life.